# Collegium Maius
Collegium Maius (latinsko za Veliki kolegij) v starem mestnem jedru Krakova, Poljska, je najstarejša stavba Jagielonske univerze, ustanovljene leta 1364. Stoji na vogalu Jagelonske ulice (Jagiellonova ulica) in Ulice svete Ane (Ulica Świętej Anny) nedaleč od zgodovinskega Glavnega trga. Collegium Maius je zdaj Muzej Jagelonske univerze (poljsko Muzeum Uniwersytetu Jagiellońskiego). Ustanovljen je bil na pobudo prof. Karola Estreicherja po natančnih obnovah, ki so trajale od leta 1949 do 1964 in stavbi vrnile videz izpred leta 1840.

## Zgodovina
Prva poljska univerza, takrat znana kot Akademia krakowska (Krakovska akademija), se je 36 let po ustanovitvi vselila v zgradbo iz 14. stoletja, ki jo je kralj Vladislav II. kupil s sredstvi iz zapuščine njegove žene Jadvige in jo prepustil Jegelonski univerzi.
Collegium Maius je bil v poznem 15. stoletju obnovljen v gotskem slogu z velikim dvoriščem, obrobljenim z arkadami. Leta 1517 je bil v središču dvorišča zgrajen vodnjak. V zgornjih prostorih  so stanovali in delali profesorji, v spodnjih  pa so potekala predavanja.
V 90. letih 14. stoletja je bil med študenti Collegiuma Maiusa Nikolaj Kopernik, renesančnega astronom in polihistor, ki je revolucioniral evropske ideje o Osončju.

## Kuturni pomen
V muzeju Collegium Maius so na ogled predavalnice, skupne dvorane, prostori za profesorje, knjižnica in zakladnica z rektorjevimi gotskimi žezli  in Jagelonskim globusom. Razstavljeni so tudi srednjeveški znanstveni instrumenti, globusi, slike, zbirateljski predmeti, pohištvo, kovanci in medalje.
- Stuba Communis, zbornica   profesorjev Kolegija
- Collegium Maius: zborna dvorana
- Stara knjižnica